# În căutarea oii fantastice
În căutarea oii fantastice (în japoneză 羊をめぐる冒険 Hitsuji o Meguru Bōken) este un roman publicat în 1982 de scriitorul japonez Haruki Murakami. Romanul, al doilea din Trilogia șoarecelui, a fost distins cu Premiul Norma⁠(en)[traduceți]. 
Romanul a devenit bestseller atât în Japonia cât și pe plan internațional. În căutarea oii fantastice va purta cititorul într-o lume neobișnuită și misterioasă. Acțiunea se desfășoară pe parcursul a 8 capitole, și pe parcursul a 8 ani. Este povestea unui tânăr agent publicitar din Tokyo care primește de la un vechi prieten o fotografie a unui peisaj muntos, cu pășuni și turme de oi, fotografie pe care o va insera în paginile unui buletin publicitar. Din acel moment, viața tânărului se va transforma într-o aventură. În viața sa va apărea un individ ciudat care îl obligă să plece în căutarea unei oi care apare în fotografia primită de la prietenul său, o oaie înzestrată cu puteri supranaturale.

## Sinopsis
Personajele ce fac parte din această poveste fantastică nu au nume, cel mult au porecle. Tânărul agent publicitar este proaspăt divorțat de soție, în prezent într-o relație cu o tânără de 21 de ani ce avea "cele mai fermecătoare urechi(...)". Meseria ei era de corector cu jumătate de normă la o mică editură și model pentru agențiile de publicitate. Urechile fetei erau "niște urechi de vis, urechi în toată puterea cuvântului (...) Lobul cărnos și fraged întrecea celelalte detalii, de parcă ar fi venit dintr-o altă lume". În viața tânărului există și un motan, bătrân, dar care avea mare însemnătate în rutina zilnică. Activitatea profesională a tânărului se realiza la o firmă de publicitate unde avea un partener, despre care știm doar că avea probleme cu alcoolul și cu încrederea în sine. 
La scurtă vreme după publicarea fotografiei primită de la prietenul său Șobolanul, tânărul va primi vizita unui bărbat misterios care îi spune că trebuie să caute o oaie fantastică în decursul unei luni, în caz contrar afacerea cu firma de publicitate cât și viața personală a tânărului vor avea de suferit. La început, tânărul se simte amenințat și refuză să ia în serios propunerea personajului ciudat, dar în lipsă de altceva și la îndemnul prietenei sale decide să plece împreună în căutarea unei oi fantastice. Trebuie să remarcăm faptul că cel care îl vizitase îi povestise despre Șeful, un om influent care construise o întreagă rețea care avea ca emblemă o oaie albă cu stea maro pe spate. 
Pentru a-l salva pe Șeful, care era în comă de când fusese părăsit de oaie, tânărul pornește într-o călătorie care îi va schimba viața. Încep căutările sistematic, el căutând să identifice pe hartă unde a fost făcută fotografia trimisă de prietenul său Șobolanul, și prietena sa căutând informații legate de rasele de oi din acea regiune. Se cazează într-un hotel ales de prietena sa, numit Hotel Delfinul, unde află că tatăl proprietarului hotelului este însuși Maestrul Oilor, iar hotelul a fost o clădire care a găzduit Clubul Crescătorilor de oi din Hokkaido. De la Maestrul Oilor aflăm adevărul despre oaia fantastică - în anul 1935, în timp ce Maestrul era într-o deplasare pe teren decide să înnopteze într-o peșteră și noaptea în vis i-a apărut o oaie care l-a întrebat dacă poate să intre în el; a acceptat, știind că este doar un vis. În nordul Chinei și în Mongolia nu era ceva neobișnuit ca o oaie să intre în cineva, dimpotrivă localnicii considerau că este un semn al binecuvântării zeilor. Maestru este convins că el a trezit oaia, care dormea de secole în acea peșteră, și că aceasta s-a folosit de dânsul ca mijloc de transport. După ce a fost părăsit de oaie, Maestru a trăit un infern. 
Următoarea gazdă a oii a fost un tânăr activist de dreapta ce se află în închisoare, care a devenit apoi o figură politică marcantă, ce a mers în China și a construit acolo o rețea de informații - Șeful. Maestrul îi spune tânărului că Șeful a avut aceeași soartă ca și dânsul, oaia folosindu-se de el pentru a construi o organizație de proporții, iar când lucrul acesta s-a finalizat, oaia l-a părăsit. În opinia Maestrului oaia era în căutarea unei persoane pentru a conduce organizația. De la Maestru află locația exactă unde a fost făcută fotografia și pornește împreună cu prietena pentru a se întâlni cu prietenul său Șobolanul, care trăia la o cabană lângă ferma unde a fost făcută fotografia. Ajunge la fermă împreună cu prietena sa, dar constată că Șobolanul nu mai este acasă, însa toate indiciile arată că a plecat de curând și că urma să se întoarcă. 
La un moment dat, în acțiune, intervine un personaj ciudat numit Omul Oaie, care avea grijă de casă în lipsa Șobolanului. După apariția Omului Oaie dispare pentru totdeauna prietena tânărului. Era foarte important ca el să fie singur când urma să se întâlnească cu Șobolanul. Nu trebuie să uităm că el avea termen o lună de zile pentru a găsi oaia. În timp ce zilele treceau și Șobolanul nu mai apărea, tânărul descoperă în casă o oglindă și constată că Omul Oaie nu se reflecta în oglindă. În acel moment are un acces de furie și îi spune Omului Oaie că el se va întâlni în acea seară cu Șobolanul. Într-adevăr, în acea seară tânărul se întâlnește cu Șobolanul dar află că prietenul său este mort. Șobolanul se destăinuie prietenului său și astfel aflăm ce s-a întâmplat cu oaia: Șobolanul și-a petrecut copilăria în acel loc, dar acum câțiva ani, după ce a văzut fotografia pe care i-a trimis-o prietenului său (care era la Hotel Delfinul) s-a simțit atras de acel loc și a dorit să mai viziteze încă o dată casa copilăriei. Acolo s-a întâlnit cu oaia. Șobolanul îi spune că s-a spânzurat, Omul Oaie l-a îngropat lângă garaj; a murit cu oaia în el (a așteptat ca oaia să adoarmă și apoi s-a spânzurat). I-a fost frică să mai stea cu oaia în el - dacă mai întârzia, oaia ar fi pus stăpânire pe el. 
Oaia specula SLĂBICIUNEA. "Slăbiciunea ne roade pe dinăuntru, ca o cangrenă; slăbiciunea este umană, ca o boală ereditară. Chiar dacă ești conștient de ea, nu-ți stă în putere să te vindeci. "Slăbiciunea a fost motivul pentru care Șobolanul s-a retras din oraș. Oaia a căutat trupul, amintirile, slăbiciunea și contradicțiile. Oaia are "o mulțime de tentacule" pe care și le-a întins prin nasul și urechile Șobolanului și l-a supt ca printr-un pai, oferind drept răsplată "tot felul de minunății". Prin numirea Șobolanului în fruntea sistemului creat de Șeful, ar fi urmat "un imperiu al anarhiei, unde toate opozițiile ar fi fost unificate; în centrul lui ar fi stat Șobolanul și oaia."Astfel, prin moartea sa, Șobolanul a salvat lumea de planul malefic al oii.